# Origins (альбом)
Origins — четвертий студійний альбом американського гурту Imagine Dragons, представлений 9 листопада 2018 року під лейблами «Kidinakorner», «Polydor Records» та «Interscope Records». Продюсером альбому виступив сам колектив, а також Alex da Kid, Mattman & Robin, John Hill, Joel Little і Jayson DeZuzio, які працювали над попередньою роботою гурту — платівкою Evolve, та Jorgen Odegard. Фронтмен Ден Рейнольдс описав Origins як «сестринський альбом» Evolve, і що ця робота завершує певний музичний цикл їхньої творчості.

## Список пісень
| #     | Назва                                     | Автор                                                                               | Продюсер(и)              | Тривалість |
| ----- | ----------------------------------------- | ----------------------------------------------------------------------------------- | ------------------------ | ---------- |
| 1.    | «Natural»                                 | Ден Рейнольдс Бен МакКі Вейн Сермон Деніель Платцман Mattman & Robin Justin Tranter | Mattman & Robin          | 3:09       |
| 2.    | «Boomerang»                               | Рейнольдс МакКі Сермон Платцман Jorgen Odegard                                      | Odegard                  | 3:07       |
| 3.    | «Machine»                                 | Рейнольдс МакКі Сермон Платцман Алекс Да Кід                                        | Da Kid                   | 3:01       |
| 4.    | «Cool Out»                                | Рейнольдс МакКі Сермон Платцман Timothy Randolph                                    | Randolph Mattman & Robin | 3:37       |
| 5.    | «Bad Liar»                                | Рейнольдс МакКі Сермон Платцман Ейжа Волкмен Odegard                                | Odegard                  | 4:20       |
| 6.    | «West Coast»                              | Рейнольдс МакКі Сермон Платцман                                                     | Imagine Dragons          | 3:37       |
| 7.    | «Zero» (із Ральф-руйнівник 2: Інтернетрі) | Рейнольдс МакКі Сермон Платцман John Hill                                           | Hill                     | 3:30       |
| 8.    | «Bullet in a Gun»                         | Рейнольдс МакКі Сермон Платцман Да Кід Jayson DeZuzio                               | Da Kid DeZuzio           | 3:24       |
| 9.    | «Digital»                                 | Рейнольдс МакКі Сермон Платцман Grant                                               | da Kid                   | 3:21       |
| 10.   | «Only»                                    | Рейнольдс МакКі Сермон Платцман Mattman & Robin Tranter                             | Mattman & Robin          | 3:00       |
| 11.   | «Stuck»                                   | Рейнольдс МакКі Сермон Платцман Да Кід DeZuzio                                      | Da Kid DeZuzio           | 3:10       |
| 12.   | «Love»                                    | Рейнольдс МакКі Сермон Ido Zmishlany                                                | Zmishlany                | 2:46       |
| 40:02 |                                           |                                                                                     |                          |            |

| Цифрове делюкс видання | Цифрове делюкс видання | Цифрове делюкс видання                      | Цифрове делюкс видання | Цифрове делюкс видання |
| #                      | Назва                  | Автор                                       | Продюсер(и)            | Тривалість             |
| ---------------------- | ---------------------- | ------------------------------------------- | ---------------------- | ---------------------- |
| 13.                    | «Birds»                | Рейнольдс McKee Sermon Platzman Joel Little | Little                 | 3:39                   |
| 14.                    | «Burn Out»             | Рейнольдс McKee Sermon Platzman             | Imagine Dragons        | 4:33                   |
| 15.                    | «Real Life»            | Рейнольдс McKee Sermon Platzman Randolph    | Randolph               | 4:07                   |
| 52:21                  |                        |                                             |                        |                        |

| Фізичне делюкс видання | Фізичне делюкс видання       | Фізичне делюкс видання               | Фізичне делюкс видання | Фізичне делюкс видання |
| #                      | Назва                        | Автор                                | Продюсер(и)            | Тривалість             |
| ---------------------- | ---------------------------- | ------------------------------------ | ---------------------- | ---------------------- |
| 16.                    | «Born to Be Yours» (із Kygo) | Kygo Рейнольдс McKee Sermon Platzman | Kygo                   | 3:13                   |
| 55:34                  |                              |                                      |                        |                        |

## Учасники запису
- Ден Рейнольдс — вокал, клавішні, акустична гітара, перкусія;
- Вейн Сермон — електрогітара, перкусія, акустична гітара, скрипка, бек-вокал;
- Бен МакКі — бас-гітара, перкусія, клавішні, бек-вокал;
- Деніел Платцман — ударні, альт, перкусія, бек-вокал,